# جيفري كارول
جيفري كارول (6 نوفمبر 1994 في الولايات المتحدة - ) (بالإنجليزية: Jeffrey Carroll)‏ هو لاعب كرة سلة أمريكي في مركز هجوم صغير الجسم. لعب مع Oklahoma State Cowboys and Cowgirls ‏.

## وصلات خارجية
- جيفري كارول على موقع سبورتس رفرنس (الإنجليزية)
- جيفري كارول على موقع كرة السلة الأوروبية.كوم (الإنجليزية)
- جيفري كارول على موقع كلية كرة السلة في سبورتس رفرنس.كوم (الإنجليزية)
- جيفري كارول على موقع ريلجم (الإنجليزية)
- جيفري كارول على موقع بروبوليرز (الإنجليزية)
- جيفري كارول على موقع سبورتس رفرنس (الإنجليزية)
- جيفري كارول على موقع سبورتس رفرنس (الإنجليزية)